# Lajos beaumont-i gróf
Louis d’Évreux (magyarosan Évreux-i Lajos, ismert még mint Navarrai Lajos franciául: Louis de Navarre, olaszul: Luigi di Navarra; 1341 – Durazzo, Nápolyi Királyság, 1376), a Capeting–Évreux-i házból származó navarrai királyi herceg, Beaumont grófja, Philippe d’Évreux és II. Johanna navarrai királynő fia, aki felesége, Anjou Johanna durazzói hercegnő jogán Durazzo társhercege 1366-tól 1376-os haláláig.

## Származása
Louis d’Évreux 1341-ben született a Capeting-ház Évreux-házának tagjaként. Apja, Philippe d’Évreux, aki I. Louis d’Évreux és Marguerite d’Artois fia volt. Apai nagyapai dédszülei III. Merész Fülöp francia király és második felesége, Brabanti Mária királyné voltak. Apai nagyanyai dédszülei Philippe d’Artois és Bretagne-i Blanka (II. János bretagne-i herceg leánya) voltak. Édesanyja szintén a Capeting-dinasztiából származott, II. Johanna navarrai királynő, X. Szent Lajos francia király és Burgundi Margit királyné leánya volt. Anyai nagyapai dédszülei IV. Szép Fülöp francia király és I. Johanna navarrai királynő (I. Henrik navarrai király leánya), míg anyai nagyanyai dédszülei II. Róbert burgundi herceg és Ágnes francia királyi hercegnő (III. Merész Fülöp király testvére) voltak. Szülei közeli rokoni kapcsolatban álltak, másod-unokatestvérek voltak.
Lajos volt szülei kilenc gyermeke közül a nyolcadik, egyben a legfiatalabb fiúgyermek. Felnőttkort megért testvérei között olyan magas rangú személyek vannak mint Mária királyi hercegnő, aki IV. Péter aragóniai király felesége lett; Blanka királyi hercegnő, VI. Fülöp francia király hitvese; a későbbi II. Károly navarrai király; Fülöp, Longueville grófja, valamint Ágnes királyi hercegnő, III. Gaston, Foix grófjának felesége.
| Louis d’Évreux Capeting–Évreux Született: 1341 Elhunyt: 1376 |                             |                      |
|                                                              |                             |                      |
| Előző Johanna                                                | Durazzo hercege 1366 – 1368 | Következő Johanna    |
| Előző II. Károly                                             | Beaumont grófja 1365 – 1376 | Következő II. Károly |

## Fordítás
- Ez a szócikk részben vagy egészben  a   Louis, Duke of Durazzo című angol Wikipédia-szócikk fordításán alapul.  Az eredeti cikk szerkesztőit annak laptörténete sorolja fel. Ez a jelzés csupán a megfogalmazás eredetét és a szerzői jogokat jelzi, nem szolgál a cikkben szereplő információk forrásmegjelöléseként.